# Пайдушко
Пайдушко (болг. Пайдушко) — село в Болгарии. Находится в Тырговиштской области, входит в общину Тырговиште. Население составляет 198 человек (2022).

## Политическая ситуация
В местном кметстве Пайдушко, в состав которого входит Пайдушко, должность кмета (старосты) исполняет Мустафа Мехмедов Хасанов (независимый) по результатам выборов правления кметства.
Кмет (мэр) общины Тырговиште — Красимир Митев Мирев (инициативный комитет) по результатам выборов в правление общины.